# Norillag

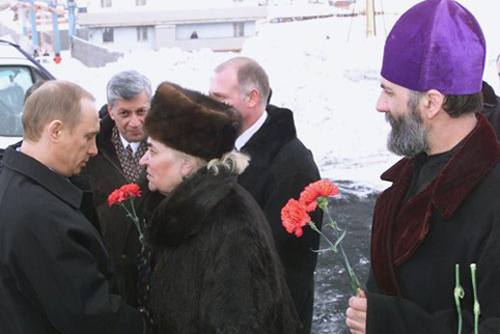
2002

Norillag, Lagărul de muncă corectiv Norilisk (rusă Норильлаг, Норильстрой, Норильский ИТЛ) a fost un lagăr de muncă gulag fondat de Norilsk, Ținutul Krasnoiarsk, Rusia și cu sediul acolo. A existat de pe 25 iunie 1935 până pe 22 august 1956.
Inițial, forța de muncă a Norillag a fost responsabilă cu construirea complexului minier metalurgic Norilsk și pentru minerit de cupru și nichel. Activitățile sale au început treptat să includă, practic, toate activitățile economice din regiune, de la pescuit la „reconstrucția casei unde a locuit tovarășul I.V. Stalin în exil”.

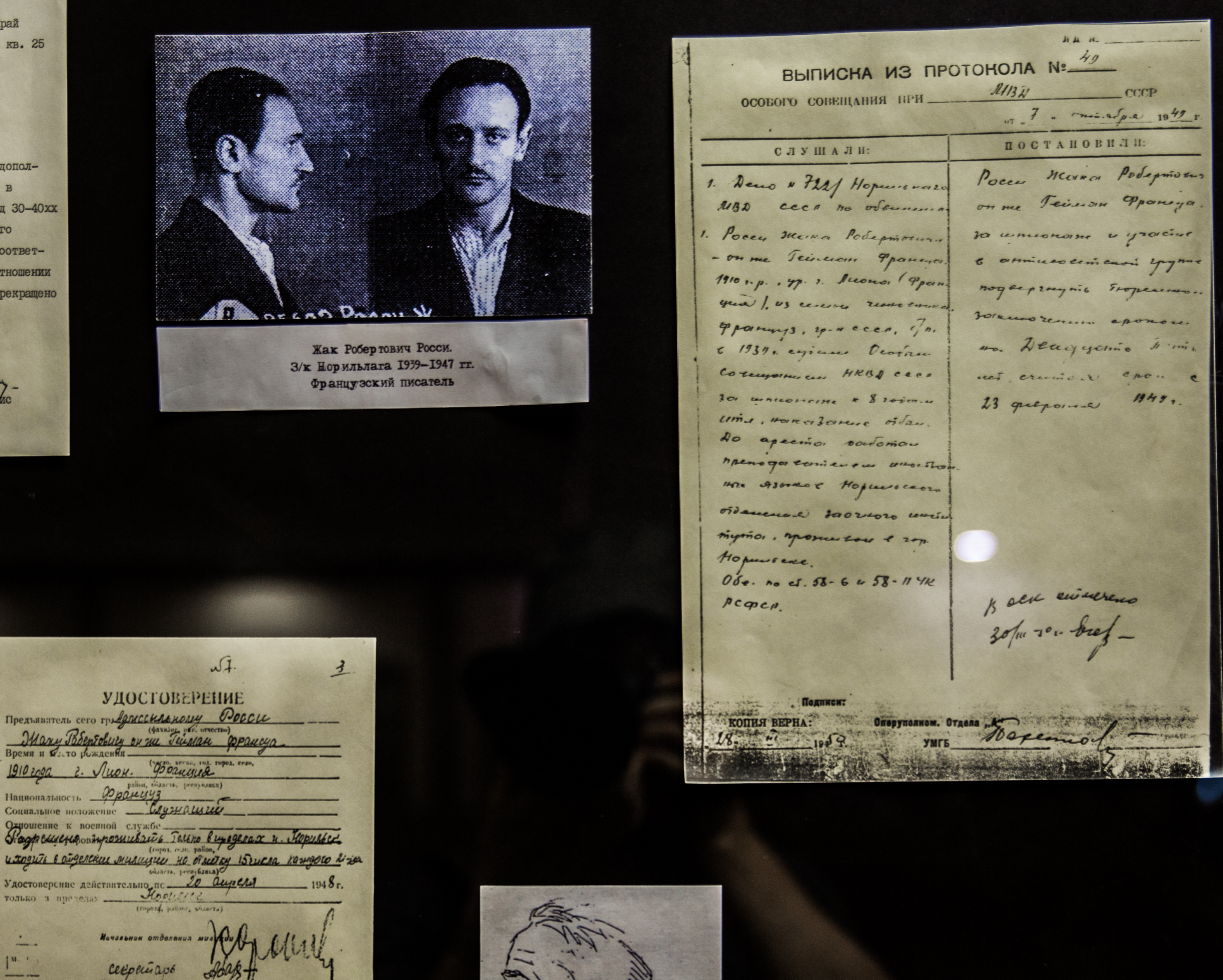
Jacques Rossi